# Riccardo Riccò
Riccardo Riccò (Modena, 1 september 1983) is een Italiaans voormalig wielrenner.
Riccò was een klimmer die in het hooggebergte het meest in zijn element was. Naast zijn goede klimcapaciteiten had hij een relatief goede sprint in de benen. Riccò's bijnaam, welke hij zichzelf toegedicht heeft, luidt "Il Cobra", verwijzend naar zijn gewoonte tegenstanders in de ogen te kijken alvorens te demarreren.

## Biografie
Het seizoen 2007 betekende Riccardo Riccò's doorbraak. In maart boekte hij twee ritzeges en won hij het puntenklassement in de Tirreno-Adriatico. Ook in Milaan-San Remo reed hij zich in de kijker, door samen met Philippe Gilbert als eerste boven te komen op de Poggio. Deze aanval mocht echter niet baten; beiden werden kort voor de finish ingehaald door het peloton.
In de Ronde van Italië 2007 won hij de vijftiende etappe voor zijn ploegmaat Leonardo Piepoli. Naast zijn ritzege behaalde Riccò in de Giro ook een goed klassement; hij eindigde als zesde, op zeven minuten van eindwinnaar Danilo Di Luca en werd tweede in het jongerenklassement.

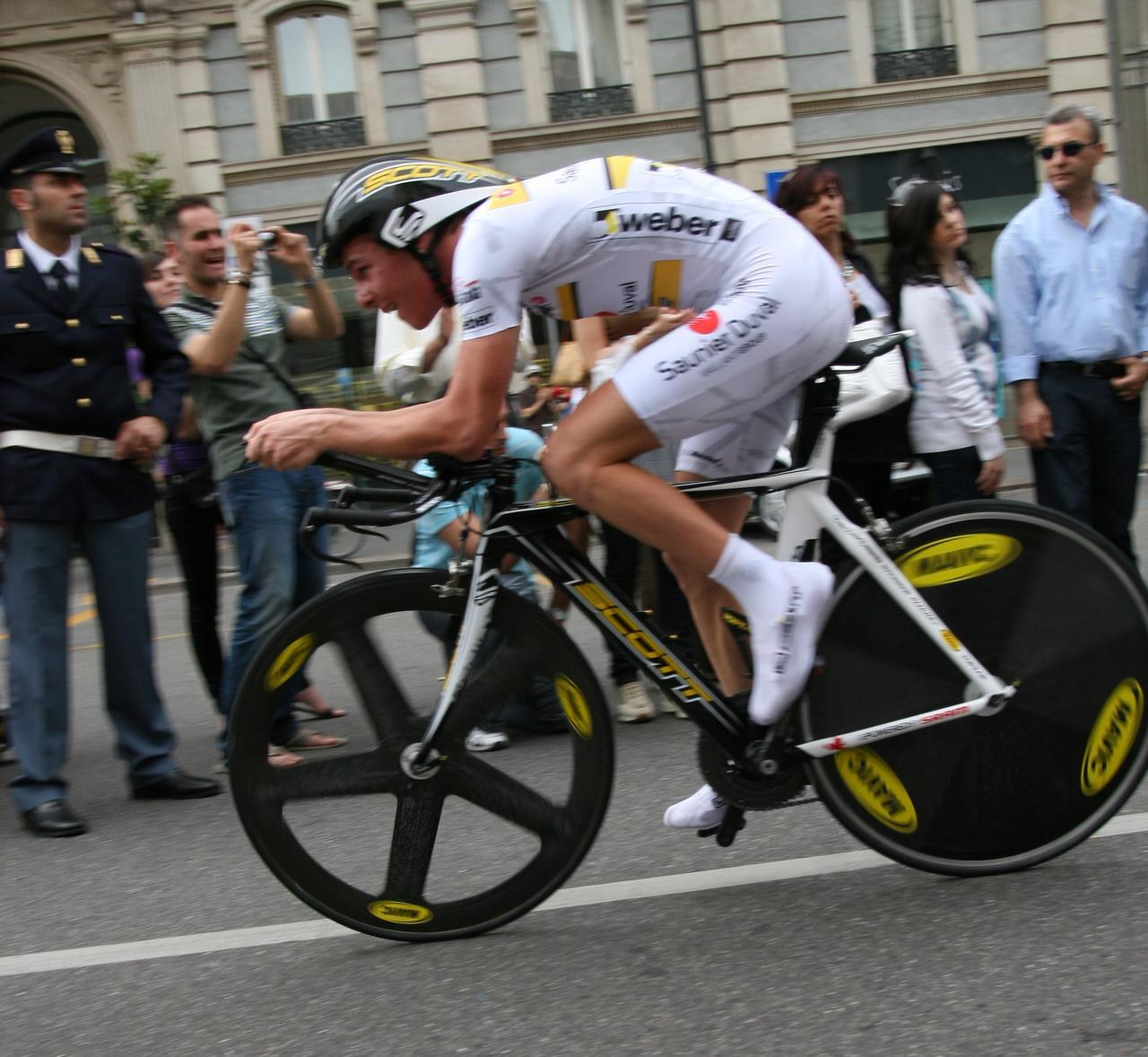
Riccò tijdens de Ronde van Italië 2008

In 2008 behaalde Riccò in de Ronde van Italië twee ritzeges. Vooral in de bergetappes deed hij zich gelden. Hij eindigde in het klassement op de tweede plaats, op bijna twee minuten van de Spanjaard Alberto Contador. In de Ronde van Frankrijk 2008 zou Riccò aanvankelijk niet van start gaan, maar nadat Saunier Duval-kopman José Angel Gómez Marchante wegens ziekte moest afhaken werd hij kort voor de start alsnog opgeroepen. Riccò won twee etappes, de laatste door aan de voet van de Aspin aan te vallen. Hij leidde na de elfde etappe in het jongeren- en bergklassement. Voor aanvang van de twaalfde etappe werd echter bekend dat hij verschillende keren positief op het middel CERA, de nieuwste generatie synthetisch epo, had getest. Hij werd kort daarop door de politie opgepakt waarna de ploegleiding van Saunier Duval de volledige ploeg uit de wedstrijd nam.
Riccò werd in de week voor zijn positieve test door de media in verband gebracht met geruchten over een aantal wielrenners die verdacht hoge bloedwaarden zouden hebben. Hierop verklaarde hij dat hij van nature een hoge hematocrietwaarde van 51% heeft en dat hij daarvoor een medisch attest kan overleggen. Op 18 juli werd Riccò door Saunier Duval ontslagen, waarna ook Leonardo Piepoli volgde.
Tijdens een hoorzitting van het Italiaans olympisch comité (CONI) op 30 juli 2008 gaf Riccò het gebruik van doping toe. Als motief verklaarde hij na de Ronde van Italië moe te zijn geweest, zowel in fysiek als in mentaal opzicht. Riccò zag af van een contra-expertise. Op 2 oktober 2008 werd bekend dat Riccò voor twee jaar geschorst wordt, maar op 17 maart 2009 werd dit door het internationaal sporttribunaal (CAS) teruggebracht naar 20 maanden voor de hulp die hij de Franse autoriteiten bood in de zoektocht naar andere zondaars.
Na 20 maanden van afwezigheid was Riccò sedert 18 maart 2010 weer actief in het peloton voor Ceramica Flaminia, een pro-continentale wielerploeg. Zijn grootste succes sedertdien is het eindklassement van en twee etappeoverwinningen in de Ronde van Oostenrijk. In augustus 2010 kocht hij zich voor 75.000 euro vrij om voor het Nederlandse Vacansoleil Pro Cycling Team te kunnen rijden.
In februari 2011 werd opnieuw een dopingonderzoek tegen Riccardo Riccò gestart. Dit gebeurde nadat hij in het ziekenhuis belandde na (volgens een arts) een verkeerd gelopen bloedtransfusie die hij op zichzelf had uitgevoerd. In diezelfde week werd Riccò door zijn ploeg op non-actief gezet en op 19 februari 2011, na een eigen onderzoek en een gesprek met de renner, op staande voet ontslagen.
Op 12 maart werd bekend dat Riccò afscheid nam van de wielersport. Zowel het Italiaans Olympisch Comité (CONI) als de Italiaanse officier van justitie zijn intussen een onderzoek gestart.
Nog geen 2 maanden later werd bekendgemaakt dat Riccò aan het onderhandelen zou zijn met de kleine ploeg Amore e Vita. Ze willen Riccò nog een kans geven als hij niet levenslang wordt geschorst. Uiteindelijk tekende hij een contract bij het Kroatische Team Meridiana. Hij werd echter door zowel de Italiaanse wielerbond als het CONI geschorst, waardoor hij helemaal niet meer mag koersen. Hiermee leek zijn comeback van de baan. Uiteindelijk probeerde hij nog via een Kroatische licentie te kunnen rijden, waarmee hij de schorsing van de Italiaanse bond kon ontlopen, maar de Kroatische bond verleende hem deze licentie niet.
Op 19 april 2012 werd bekend dat hij door het Italiaanse anti-dopingtribunaal geschorst werd voor 12 jaar. Dit betekent een definitief einde van zijn carrière.
Eind april 2014 werd Riccò op heterdaad betrapt bij het kopen van doping.

## Persoonlijk
Riccò is de partner van de eveneens Italiaanse professionele wegwielrenner Vania Rossi, die in 2010 werd betrapt op het gebruik van CERA. Ze hebben één kind en runnen ChocoLoco op Tenerife.

## Belangrijkste overwinningen
2001
- Italiaans kampioen veldrijden (junioren)

2003
- Coppa della Pace
- 2e etappe Baby Giro

2004
- Italiaans kampioen op de weg (beloften)

2005
- 2e etappe Wielerweek van Lombardije
- 3e etappe Wielerweek van Lombardije
- Eindklassement Wielerweek van Lombardije
- 4e etappe Ronde van Toscane (U23-editie)

2006
- Japan Cup
- 5e etappe Internationale Wielerweek Coppi-Bartali

2007
- 3e etappe Tirreno-Adriatico
- 4e etappe Tirreno-Adriatico
- Puntenklassement Tirreno-Adriatico
- 5e etappe Internationale Wielerweek Coppi-Bartali
- 15e etappe Ronde van Italië

2008
- 2e etappe Ronde van Italië
- 8e etappe Ronde van Italië
- jongerenklassement Ronde van Italië

2010
- 3e en 5e etappe Wielerweek van Lombardije
- 2e etappe Ronde van Trentino
- 2e en 4e etappe Ronde van Oostenrijk
- Eindklassement Ronde van Oostenrijk
- Coppa Sabatini

## Resultaten in voornaamste wedstrijden
| Jaar | Ronde van Italië | Ronde van Frankrijk | Ronde van Spanje |
| ---- | ---------------- | ------------------- | ---------------- |
| 2006 |                  | 98e                 |                  |
| 2007 | 6e (1)           |                     |                  |
| 2008 | ↑ (2)            | uitgesloten (2)     |                  |
| 2010 |                  |                     |                  |

| Jaar | Milaan-San Remo | Amstel Gold Race | Luik-Bast.‑Luik | Ronde van Lombardije | Waalse Pijl | Parijs-Brussel |  | Wereldranglijsten |
| ---- | --------------- | ---------------- | --------------- | -------------------- | ----------- | -------------- |  | ----------------- |
| 2006 |                 |                  |                 | 50e                  |             |                |  | 186e (UPT)        |
| 2007 | 38e             | 9e               | 17e             | ↑                    | 5e          |                |  | 16e (UPT)         |
| 2008 |                 |                  | 20e             |                      | 107e        |                |  |                   |
| 2010 |                 |                  |                 |                      |             | 73e            |  |                   |